# Dušikov(II) oksid
Dušikov(II) oksid (dušikov monoksid, NO) je najjednostavniji dušikov oksid.

## Svojstva
Dušikov(II) oksid nastaje od elemenata na visokoj temperaturi električnog luka i katalitičkim izgaranjem amonijaka.
Bezbojan je i vrlo otrovan plin i važan međuproizvod u procesu proizvodnje dušične kiseline. Kisik iz zraka ga vrlo lako oksidira u dušikov(IV) oksid (NO2), što se prepoznaje po crveno-smeđe obojenim parama. U vodi je slabo topljiv.
U okolišu može nastati izgaranjem fosilnih goriva koja sadrže dušikove spojeve, ali i reakcijom dušika s kisikom u benzinskim motorima pri visokim temperaturama. Munje također pridonose povećanju koncentracije NO u atmosferi.

## Dobivanje

### Industrijsko
Dobiva se oksidacijom amonijaka u prisutnosti platine (platinske mrežice zagrijane na visoku temperaturu; 500-1000 °C) kao katalizatora.
U sljedećem se koraku nastali plinovi hlade i dodaje se još zraka za oksidaciju NO u NO2:
2 NO(g) + O2(g) --> 2 NO2(g).
Nastali dušikov(IV) oksid (NO2) uvodi se u vodu. Dobiva se 65%-tna vodena otopina dušične kiseline i dušikov(II) oksid, koji se ponovno vraća u proces:
3 NO2(g) + H2O(I) --> 2 HNO3(aq) + NO(g).